# Olivier Rey (philosophe)
Pour les articles homonymes, voir Olivier Rey et Rey.
Olivier Donatien Rey, né en 1964 à Nantes, est un mathématicien, romancier, essayiste et philosophe français.

## Biographie
À la sortie de l'École polytechnique, en 1986, Olivier Rey est brièvement officier de marine avant d'entrer au CNRS, dans la section mathématiques.
Parallèlement à ses travaux sur les équations aux dérivées partielles non linéaires, il développe une réflexion critique sur la place de la science dans la société contemporaine.
Depuis 2009, il appartient à la section philosophie du CNRS et est actuellement membre de l'Institut d'histoire et de philosophie des sciences et des techniques (IHPST). Après avoir enseigné les mathématiques à l'École polytechnique, il enseigne aujourd'hui la philosophie dans le master de philosophie de l'université Paris 1 et au sein de l'École de droit de la Sorbonne.
Olivier Rey a fait partie du comité de rédaction de la revue Conférence, dans laquelle il a publié de nombreux articles, notamment, dans le domaine de la peinture, deux études consacrées respectivement à Edward Hopper et à Claude Gellée. Il est également un contributeur régulier de la revue Limite. Il a figuré au comité éditorial des deux premiers numéros du magazine L'Incorrect,, et est classé comme conservateur.

## Essais
Dans Itinéraire de l'égarement : du rôle de la science dans l'absurdité contemporaine, Olivier Rey explore par quels chemins, et moyennant quels malentendus, la science et la technique modernes en sont venues à capter l'essentiel des forces spirituelles et matérielles de la culture occidentale.
L'ouvrage suivant, Une folle solitude : le fantasme de l'homme auto-construit (ou L'Homme sans antécédents) part d'un fait concret : le changement d'orientation des enfants dans les poussettes, qui s'est opéré au cours des années 1970. Olivier Rey analyse à partir de ce symptôme la propension des sociétés modernes à tourner le dos aux héritages qui les fondent. Ce faisant, elles nuisent à la liberté individuelle qu'elles prétendent promouvoir, car l'accès à l'autonomie n'est jamais direct, il suppose « un détour, chacun devant "en passer par une phase où il reçoit de ceux qui précèdent le capital accumulé". Il ne s'agit pas là d'attenter à la liberté, mais de la permettre. »

Dans Une question de taille, les pathologies contemporaines sont examinées sous un autre angle : celui de l'échelle. 

« Au moment même où le nombre ne cessait de gagner en importance dans l'évolution des sociétés et la conduite des affaires humaines, les questions de taille, d'échelle, sont devenues une tache aveugle de la réflexion philosophique moderne et contemporaine. »

— Chap. VI, p. 170
Or, selon lui, les questions de taille sont parmi les plus déterminantes si l'on entend vivre dans un monde « convivial », au sens qu'Ivan Illich donnait à ce terme, et non laisser se constituer une société qui écrase l'homme de ne pas lui être proportionnée,. L'ouvrage reprend un certain nombre des thèses développées par Leopold Kohr dans The Breakdown of Nations (1957), et se distingue du Small is beautiful (1973) d'Ernst Friedrich Schumacher en insistant sur le fait que ce n'est pas le petit qui est bon, mais le bien proportionné.

Dans Quand le monde s'est fait nombre, Rey examine les voies par lesquelles la statistique a pris, à partir du XIXe siècle, une telle importance dans nos sociétés. Une thèse centrale du livre est que cet empire du nombre trouve son origine non dans la science, mais dans une certaine façon qu'ont les êtres humains de vivre les uns avec les autres : 

«  La clé de notre rapport aux nombres n’est pas à chercher chez eux, mais entre nous. Cette clé n’est pas mathématique, mais historique et sociale. En d’autres termes, le rapport des hommes aux chiffres reflète la relation des hommes entre eux. »

Le Testament de Melville explore les questions éthiques et esthétiques, à travers une étude du chef-d’œuvre posthume d'Herman Melville, Billy Budd, marin. Melville reconnaît à la fois une disposition naturelle au bien, et la présence d’un mal qui, tout en étant minoritaire, dispose de redoutables stratégies pour se répandre, voire dominer. La beauté, en la personne de Billy Budd, agit comme une pierre de touche : c’est dans la manière de recevoir cette beauté — se réjouir de sa présence, ou s'en offusquer et s'en scandaliser — que se séparent les âmes,.

Olivier Rey a aussi abordé la question du transhumanisme, dont il a développé une critique originale appuyée, entre autres, sur les romans d'anticipation de J. G. Ballard et la pensée de Günther Anders. Ses vues sur la question sont exposées dans un essai en trois parties paru en 2018, intitulé Leurre et malheur du transhumanisme, dans lequel il explicite, selon le critique Frédéric Dieu, « le programme, le discours et, finalement, le mensonge transhumanistes ». Olivier Rey, qui s'inscrit dans le prolongement de Günther Anders, dénonce ainsi une science utilitariste qui imprègne l’ensemble de la démarche scientifique contemporaine : 

« [cette science] ne consiste plus à découvrir l’essence secrète du monde ou des choses, ou encore les lois cachées auxquelles ils obéissent, mais à découvrir le possible usage qu’ils dissimulent. »

## Romans
Olivier Rey a publié deux romans.
Le premier, Le Bleu du sang, reprend une légende du XIIe siècle dont le héros, Grégoire, issu d'un inceste entre un frère et une sœur, et se rendant lui-même coupable, à son insu, d'un inceste avec sa mère, n'en finit pas moins, après bien des péripéties et des expiations, sur le trône de saint Pierre.
Après la chute est d'une facture radicalement  différente : il transcrit, à la première personne, les interrogations, les désarrois, les aventures d'une jeune femme, étudiante en histoire, en qui grandit peu à peu l'impression d'être embarquée dans une existence qui n'est pas la bonne — « comme un contrat signé dans un état second, au bas d'une feuille, un soir de nouba » — et qui part en quête de celui auprès de qui, enfin, sa vie aurait un sens.
Après la chute figure dans « le choix de Michel », où Michel Houellebecq a rassemblé pour Les Inrockuptibles une vingtaine de livres qui lui sont « apparus d'une manière ou d'une autre beaux, intéressants, remarquables, mais dont la presse n'[a] pas suffisamment parlé au moment de leur sortie. »

## Publications

### Romans
- Le Bleu du sang, Flammarion, coll. « Fiction française », 1994  (ISBN 2080670336)
- Après la chute, Pierre-Guillaume de Roux éditions, 2014  (ISBN 2363710789)

### Essais
- Itinéraire de l'égarement. Du rôle de la science dans l'absurdité contemporaine, Le Seuil, 2003  (ISBN 2-02-060537-6).
- Une folle solitude. Le fantasme de l'homme auto-construit, Le Seuil, 2006  (ISBN 978-2020863803).
- Le Testament de Melville : Penser le bien et le mal avec Billy Budd, Gallimard, coll. « Bibliothèque des idées », 2011  (ISBN 2070134903).
- Une question de taille, Stock, coll. « Les essais », 2014  (ISBN 978-2-234-07765-2).
- Quand le monde s'est fait nombre, Stock, coll. « Les essais », 2016  (ISBN 978-2-234-07339-5).
- Leurre et malheur du transhumanisme, Desclée de Brouwer, 2018  (ISBN 978-2-220-09551-6).
- L’Idolâtrie de la vie, Gallimard, coll. « Tracts », 2020  (ISBN 978-2-072-91611-3).
- Gloire et misère de l'image après Jésus-Christ, Éditions Conférence, coll. « Choses humaines », 2020  (ISBN 979-1097497231).
- Réparer l'eau, Stock, coll. « Les essais », 2021  (ISBN 978-2234091054).

### Préfaces et postfaces
- « L’arrière-pays du désir », postface à Jean-Pierre Dupuy, La Jalousie. Une géométrie du désir, Le Seuil, 2016  (ISBN 978-2-02-103831-6).
- « Déniaiser la science », postface à Monette Vacquin, Frankenstein aujourd’hui. Égarements de la science moderne, Belin, 2016  (ISBN 978-2-7011-9840-8).
- Préface à Leopold Kohr, L'Effondrement des puissances, R&N Éditions, coll. « Du Rouge et du Noir », 2018 (publication originale: 1957) (ISBN 979-1096562084).
- Préface à Pier Paolo Pasolini, Le Chaos, R&N Éditions, coll. « Du Rouge et du Noir », 2022 (publication originale: 1968) (ISBN 979-1096562473).
- Préface à Erwan Barillot, Le Président liquide. Une genèse du macronisme, Éditions Perspectives Libres, 2022,  (ISBN 979-1090742659).

## Prix
- Prix Bristol des Lumières 2014 pour Une question de taille[23],[24].
- Grand prix de la fondation Prince Louis de Polignac 2015[25] (Institut de France) pour l’ensemble de son œuvre.
- Prix Jacques Ellul 2019 pour Leurre et malheur du transhumanisme.

## Controverses
Charles Dantzig a reproché au Testament de Melville : Penser le bien et le mal avec Billy Budd, d'avoir occulté ce qui fait selon lui le centre de Billy Budd, à savoir « la première tentative d'héroïsation d'un personnage gay », et de ne pas s'être suffisamment intéressé à l'opéra que Benjamin Britten et son librettiste Edward Morgan Forster ont tiré « d'un roman sur la haine quasi homophobe écrit par un homosexuel plus ou moins refoulé». Cette critique a été reprise par Dominique Fernandez dans Amants d'Apollon : L'homosexualité dans la culture (Grasset, 2015). Gildas Le Dem, dans le magazine Têtu, avait parlé d'un « superbe essai » renouant « avec la question essentielle posée par Melville : la beauté comme scandale».
Dans une interview de 2016, Olivier Rey a critiqué un usage inconsidéré des droits de l'homme qui, de garantie contre les abus de pouvoir, sont devenus motifs à revendications infinies.
Il soutient l'idée que le peuple souffre de l'absence d'une authentique élite.